# Jan Bal (zm. 1480)
Jan Bal, zwany również Johann Bal de Boyska, Jan Bal z Brzozowa, Jan Bal z Nowotańca herbu Gozdawa (ur. ?, zm. 19 grudnia 1480 w Nowotańcu) – stolnik sanocki (od 1441). Założyciel dynastii Balów z Nowotańca i Hoczwi.
Syn Matjasza ze Zboisk (dlatego znany też jako Jan Matjasowicz Bal) i Anny, ożeniony z Zuzanną z Siennowa. Brat Jerzego i Piotra. 
Po śmierci ojca odkupił od brata Jerzego Lubotaniec. 21 października 1444 roku, dzięki swoim zabiegom uzyskał w Orszawie od króla Władysława Warneńczyka przywilej przeniesienia wsi Nowotaniec na prawo miejskie magdeburskie. W roku 1462 ufundował parafię w Nowotańcu. Od 1463 był właścicielem Hoczwi i Terpiczowa z młynem, dzierżawcą wójtostwa Tyrawa wraz z bratem Jerzym, które następnie odsprzedali Johanowi, podżupnikowi przemyskiemu za 300 florenów tureckich lub 100 grzywien. Dzierżawca wsi Pielnia od Mikołaja Burzyńskiego (jeden rok za 110 grzywien), następnie odkupił wieś za 250 grzywien na własność. Przed jego śmiercią kompleks dóbr Jana Bala składał się z Nowotańca, Hoczwi, Dziurdziowa, Terpiczowa (Średniej Wsi), Berezki, Wołkowyi, Woli Brzeźnica, Woli Mątna, Żernicy i dzierżawy Pielni. 
Potomstwo Jana Bala to: Maciej Bal – chorąży sanocki, Piotr Bal – pleban sanocki, Mikołaj Bal, Barbara Bal (wyszła za mąż za Mikołaja Zarszyńskiego), Anna Bal (pierwszy mąż Piotr z Jaćmierza, drugi mąż Mikołaj Włyński) i Michał Bal – prowincjał zakonu bernardynów.
Według prof. Przemysława Dąbkowskiego, nazwisko Bal nie pochodzi od przezwiska bal, lecz jest nazwiskiem wywodzącym się od nazwy miejscowości istniejącej w hrabstwie szaryskim, Bal-potoka. Dokumenty (Privilegium locationis villae Nowotaniec) nazywają tylko jednego Jana I z nazwiska Balem „ ... per Generosum et Nobilem Johannem Bal de Boyska, fidelem nostrum dilectum ... „, pozostali przybierają nazwiska od swych posiadłości. Potomkami Jana Bala są rodziny wywodzące się z Nowotańca i Hoczwi.